# Terra Alta (West Virginia)
Terra Alta is een plaats (town) in de Amerikaanse staat West Virginia, en valt bestuurlijk gezien onder Preston County.

## Demografie
Bij de volkstelling in 2000 werd het aantal inwoners vastgesteld op 1456.
In 2006 is het aantal inwoners door het United States Census Bureau geschat op 1509, een stijging van 53 (3,6%).

## Geografie
Volgens het United States Census Bureau beslaat de plaats een oppervlakte van
3,1 km², geheel bestaande uit land. Terra Alta ligt op ongeveer 787 m boven zeeniveau.

## Plaatsen in de nabije omgeving
De onderstaande figuur toont nabijgelegen plaatsen in een straal van 16 km rond Terra Alta.